# Chocó
Tỉnh Chocó (phát âm tiếng Tây Ban Nha: [tʃoˈko], tiếng Tây Ban Nha: Departamento del Chocó) là một tỉnh của Colombia với dân số gốc Phi lớn. Tỉnh nằm phía tây của đất nước, và là tỉnh duy nhất của Colombia có đường bờ biển giáp Đại Tây Dương và Thái Bình Dương. Đây cũng là tỉnh duy nhất giáp với các vùng lãnh thổ bản xứ Kuna de Wargandí, Emberá và tỉnh Darién của Panama. Thủ phủ là Quibdó.